# Lillian Gish
Lillian Gish (Springfield, Ohio, 14 d'octubre del 1893 - Nova York, 27 de febrer del 1993) fou una actriu teatral i cinematográfica, a més de directora i guionista estatunidenca. La carrera de Lillian Gish, que comprèn uns 75 anys, és única en la història del cinema. Es considerada la millor actriu de l'època del cinema mut per la subtilesa i la convicció apassionada de les seves interpretacions que van revolucionar l'art cinematogràfic. Entre les pel·lícules més importants que va protagonitzar destaquen El naixement d'una nació (1915), Lliris trencats (1919), Way Down East (1920), Orphans of the Storm (1921) La Bohème (1926) o The Wind (1928).

## Biografia

### Primers anys
Lillian Diana Gish, primera filla de James Lee Gish i Mary (McConnell de soltera) i va néixer a Springfield (Ohio) el 1893. Malgrat que algunes fonts asseguren que originalment el cognom era Guiche, sembla clar que el cognom del pare era Guish. Entre els seus avantpassats Gish comptava alguns del primers colons del país i el dotzè president americà, Zachary Taylor. Poc després del seu naixement la família es trasllada a Dayton on nasqué la seva germana Dorothy, que també fou actriu. El seu pare era un botiguer, a causa de l'alcoholisme i a no ser capaç de pagar les factures, el 1900 va abandonar la família deixant les filles al càrrec de la mare. La mare llogava habitacions a casa seva per poder-se mantenir. A més, per tal de guanyar alguns diners, de tant en tant treballava en una companyia de teatre sota el nom artístic de Mae Barnard per tal que la família no ho sabés. Per suggeriment d'una actriu, el 1902, Lillian va actuar a In Convict Stripes per 10 dòlars a la setmana en una companyia itinerant, canviant sovint de ciutat a càrrec d'alguna actriu de la companyia sense la companyia de la família. En una de les estades a casa coincidí amb Mrs Smith i els seus fills que s'hostatjaven a casa seva. Una de les filles de Mrs Smith era Gladys, amb què també coincidirien en l'escenari, i que posteriorment canviaria el seu nom pel de Mary Pickford. Aquesta vida duraria uns deu anys i participaria en peces com Her First False Step (1903) i fins i tot el 1905 fa un petit paper de ballarina en una gira de la companyia de Sarah Bernhardt a Nova York. Entre el 1908 i el 1911 va moure's arreu del país, allotjant-se amb diversos parents. Va viure amb la seva tia a Massillon (Ohio), amb la seva mare a Saint Louis i breument amb el seu pare a Oklahoma. Durant aquells anys, com que el seu únic temps lliure era durant l'estiu, quan el clima era massa calorós perquè els teatres es mantinguessin oberts, Lillian només tingué una educació formal mínima i es va autoeducar en gran manera i com a conseqüència va romandre una lectora voraç tota la vida. 

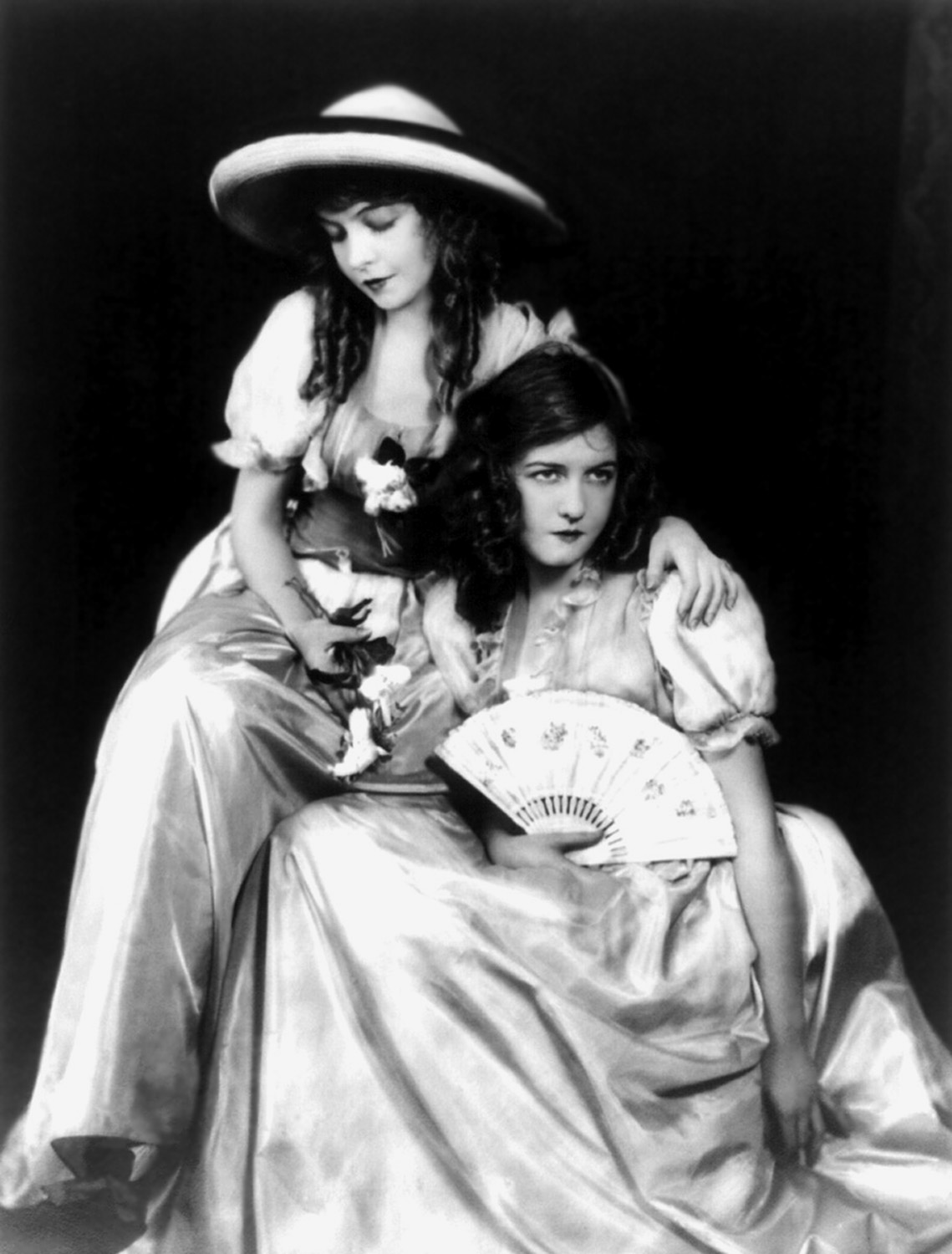
Lillian i la seva germana Dorothy.

### Mr. Griffith, el cinema i Miss Lillian
El 1912, mirant en un cinema de Baltimore la pel·lícula Lena and the Geese de la Biograph, les dues germanes van reconèixer a la pantalla la seva amiga Gladys Smith, la família de la qual havien hostatjat quan vivien a Nova York que a la pantalla es feia dir Mary Pickford. Inicialment horroritzades, ja que aleshores actuar en el cinema era el pitjor que podia fer un actor teatral, les noies cregueren que la noia actuava en la pel·lícula com a darrera opció a causa de la ruïna familiar. Van canviar d'idea en saber que Galdys guanyava 175 dòlars a la setmana i que un xòfer la duia cada dia al plató. Aleshores, pensant en la possibilitat de seguir el seu camí, les germanes van decidir visitar-la a la productora a Nova York. Pickford va convèncer el director principal, D.W. Griffith, que les contractés donant l'oportunitat a les dues germanes de formar part de l'equip del que havia de ser l'inventor del llenguatge cinematogràfic modern. La primera pel·lícula de les dues germanes fou An Unseen Enemy (1912). Griffith trobà molt més atractiva la manera de fer de Lillian, que en cada pel·lícula en què apareixia mostrava el seu talent excepcional, i serà escollida la protagonista de moltes de les pel·lícules que vindrien a continuació. Algunes dels grans papers de Lillian Gish amb la Biograph són The Musketeers of Pig Alley (1912), The Mothering Heart (1913) en la qual aconsegueix dotar d'una gran profunditat emocional el seu paper com a mare a la que se li mor el seu nadó, o The Battle at Elderbush Gulch (1913). Per a Lillian i els altres pioners del cinema americà és una època meravellosa de formació i de creació, sense egos ni restricció financera excessiva. Gish, Blanche Sweet, Mae Marsh entre d'altres, es reparteixen els papers femenins. Les futures estrelles de Hollywood es formen en els rodatges: Mack Sennett, W. S. Van Dyke, Raoul Walsh, Elmo Lincoln (futur Tarzan)...
El 1914, Griffith, frustrat perquè la productora el limita i no pot rodar llargmetratges decideix abandonar la Biograph. Durant aquells anys, els directors, com a autors complets, administren els seus rodatges com els directors de teatre ambulant de l'època. Si la paga és millor que als escenaris, l'estrella d'avui es fa figurant l'endemà i el nom dels intèrprets no apareix encara en els crèdits, només el de l'escenògraf. La cohesió d'aquests grups és tan gran que quan Griffith canvia d'estudi per formar la FIne Arts Studios, els seus col·laboradors, inclosa Gish, el seguiran majoritàriament.
Aviat sobrevé el sisme d'El naixement d'una nació, la pel·lícula que va transformar Hollywood en una indústria, en què es veu Elsie Stoneman, noia sudista presa per esclaus alliberats, i és ella qui bressola el bebè entre cada episodi del monumental Intolerance: Love's Struggle Throughout the Ages, encarnant la mare de la humanitat. Gish realitzaria posteriorment els seus dos millors papers amb Griffitn. La primera gran actuació fou a Lliris trencats (1919), considerada per alguns com la millor actuació dramàtica de la història del cinema mut. Una escena d'aquesta pel·lícula que ha quedat per sempre més associada a l'actriu és el moment en què el seu pare li exigeix que rigui i ella empeny les seves comissures cap amunt amb dos dits per configurar un patètic somriure. El segon gran paper és el de Anna Moore a Way Down East (1920). Una de les més recordades és aquella en la quel Gish jau inconscient sobre un bloc de gel que avança flotant pel White River Junction amb una ma i la seva llarga cabellera flotant dins l'aigua gelada. Filmada a camp obert, l'actriu, que havia concebut com havia de situar-se per tal que la imatge tingués més impacte patiria per sempre més problemes en diferents dits a conseqüència de tenir la mà submergida en l'aigua congelada tant de temps. Altres grans pel·lícules amb Griffith foren Hearts of the World (1918) i Orphans of the Storm (1921).
Tràgica juvenil, heroïna pura i valenta, Lillian es fa, gràcies als melodrames brillants del mestre, la musa de la pantalla. Tanmateix, el rumor que atribueix a Griffith la invenció del primer pla en honor de la seva musa és falsa. Durant aquest període beneït de llibertat i d'entusiasme, Gish recomana el seu amic Rodolfo Valentino a Griffith, però aquest últim rebutja el consell i deixa a altres la coronació de l'amant del món. L'actriu dirigeix fins i tot una pel·lícula, Remodeling Your Husband (1920), amb la seva germana Dorothy com a intèrpret, el 1920.

### L'era dels estudis

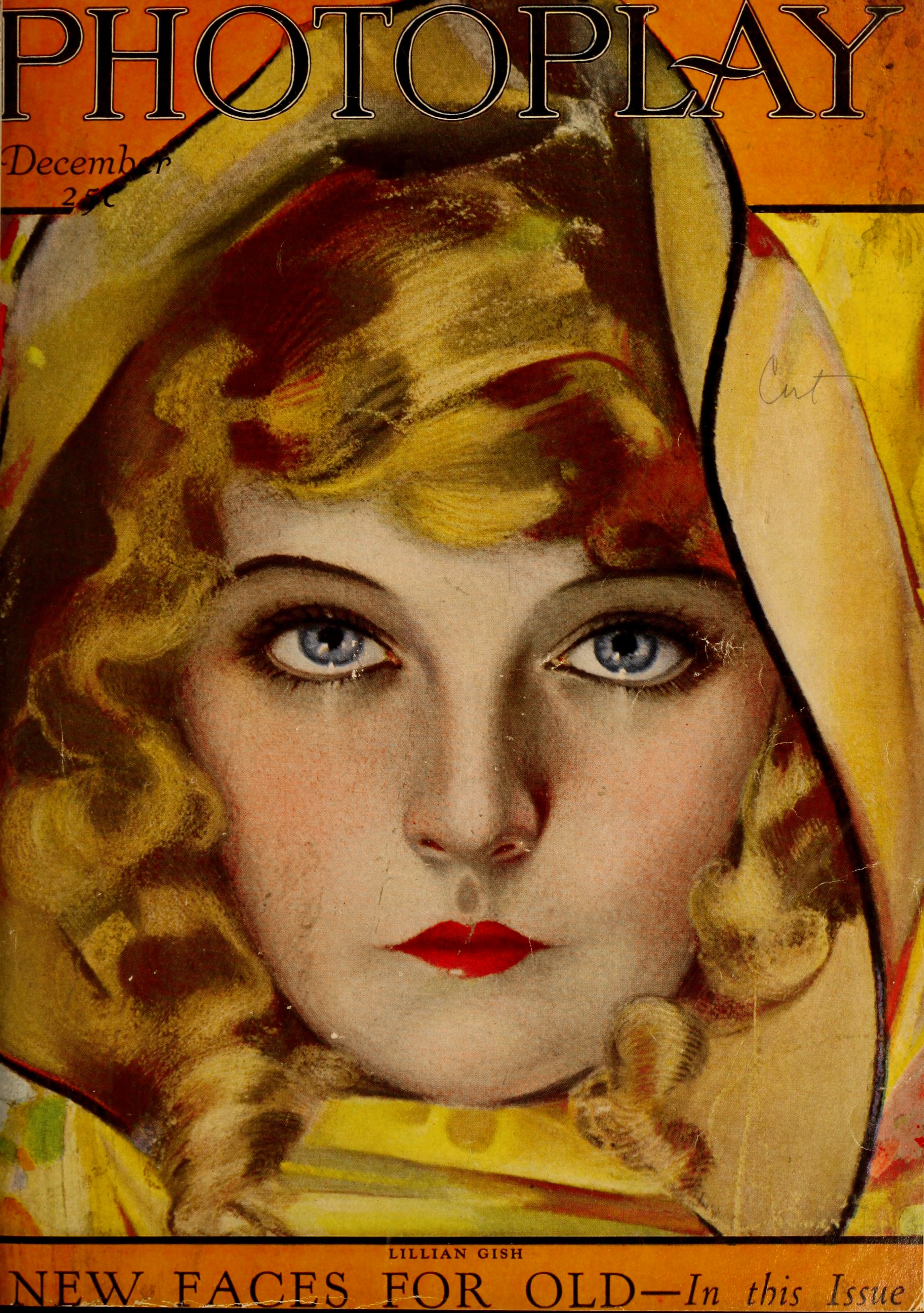
Lillian Gish a la portada de la revista Photoplay de desembre de 1921

El desenvolupament dels estudis i de l'star system va relegar progressivament els directors a un segon pla. Una nova generació s'imposava. A contractor, Gish decideix finalitzar la seva col·laboració amb Griffith que comença un lent declivi. Gish escull com a parella interpretativa el britànic Ronald Colman, llavors desconegut. Durant un parell d'any Gish rodaria a Itàlia. Amb Colman interpreta el 1923 una religiosa estigmatitzada a The White Sister i l’any següent una dama del Renaixement italià a Romola, les dues dirigides per Henry King. Els seus productors refusen però el seu projecte d'adaptació de Romeu i Julieta que es rodaria a Verona.
El 1926, la recentment formada MGM, i del seu amo, Louis B. Mayer, li ofereixen un contracte d’un milió de dòlars per a sis pel·lícules. Ella va acceptar un salari menor i un percentatge dels beneficis a canvi de que l'estudi utilitzés els diners estalviats en augmentar la qualitat de les seves pel·lícules, contractant els millors actors, guionistes, etc. Gish té un control creatiu quasi total i roda tres pel·lícula. Inaugura aquest nou compromís com la immortal Mimi en La Bohème de King Vidor. Com a mostra de la implicació de l'actriu amb el seu paper, Gish està tres dies sense menjar res abans de rodar l'escena de la seva mort, cosa que fa témer al director que més que rodar la mort de Mimí estigui rodant la mort real de l'actriu. Malgrat l'èxit i la qualitat d'aquesta producció, la MGM comença discretament una campanya de premsa destinada a destruir la carrera de la seva costosa i independent estrella. Louise Brooks ho explica perfectament: és John Gilbert, amant de la seva companya en La Bohème, i una certa premsa, dirigida per Mayer, la que insinua que el principiant fa envellir el paper de Gish. La mateixa premsa compara Lillian amb Barbara La Marr, just promocionada estrella de l'estudi, Milady en Els tres mosqueters. La comparació juga amb desavantatge per a Lillian, que hom intenta enterrar viva.
Lillian Gish aconsegueix encara muntar i interpretar dues grans obres dirigides pel suec Victor Sjöström,The Scarlet Letter (1926) de Nathaniel Hawthorne i The Wind (1928). The Wind, l'estrena de la qual serà boicotejada, va suposar un fracàs comercial tot i que actualment és considerada com una de les obres més destacades del període mut. Caldrà que la mare de Gish, malalta, reclami la presència de la seva filla perquè la MGM li proposi alguna cosa que ella no pugui refusar. Després, l'actriu llança la tovallola: el 1928 es trenca el seu contracte i Mayer la reemplaça en Anna Karènina per la nova actriu principal de la MGM, Greta Garbo, una actriu de vint anys que no dominava l'anglès (Marr ha mort de sobte, deixant el seu protector gairebé inconsolable). Amb alguns anys, Garbo en tindrà prou per a obtenir els mateixos avantatges que Gish (un dels seus models artístics amb Eleonora Duse justament) del temps de la seva esplendor cinematogràfica. De la mateixa manera que ha desposseït la (nova) Musa, Mayer desposseirà la divina empenyent-la a una jubilació precoç als trenta-sis anys. Gish només tenia trenta anys quan el seu propi estudi la presentava vella, lletja i trista amb el públic manipulat. Mentre que, segons els publicitaris de la MGM, Garbo i Gilbert formaven la parella del segle.
Participa en dinou produccions (sobretot: L'oncle Vània d'Anton Txékhov dues vegades, el 1930 i 1973, una opereta el 1965, una comèdia musical -la seva última aparició a Broadway- el 1975 i 1976. Actriu exigent, sempre investigant les novetats, Lillian Gish interpreta Lizzie Borden, acusada d'haver matat amb una destral el seu pare i la seva sogra, però no li deixen, i se'n penedirà, crear Arsenic and Old Lace, que els autors li havien proposat

### L’arribada del sonor

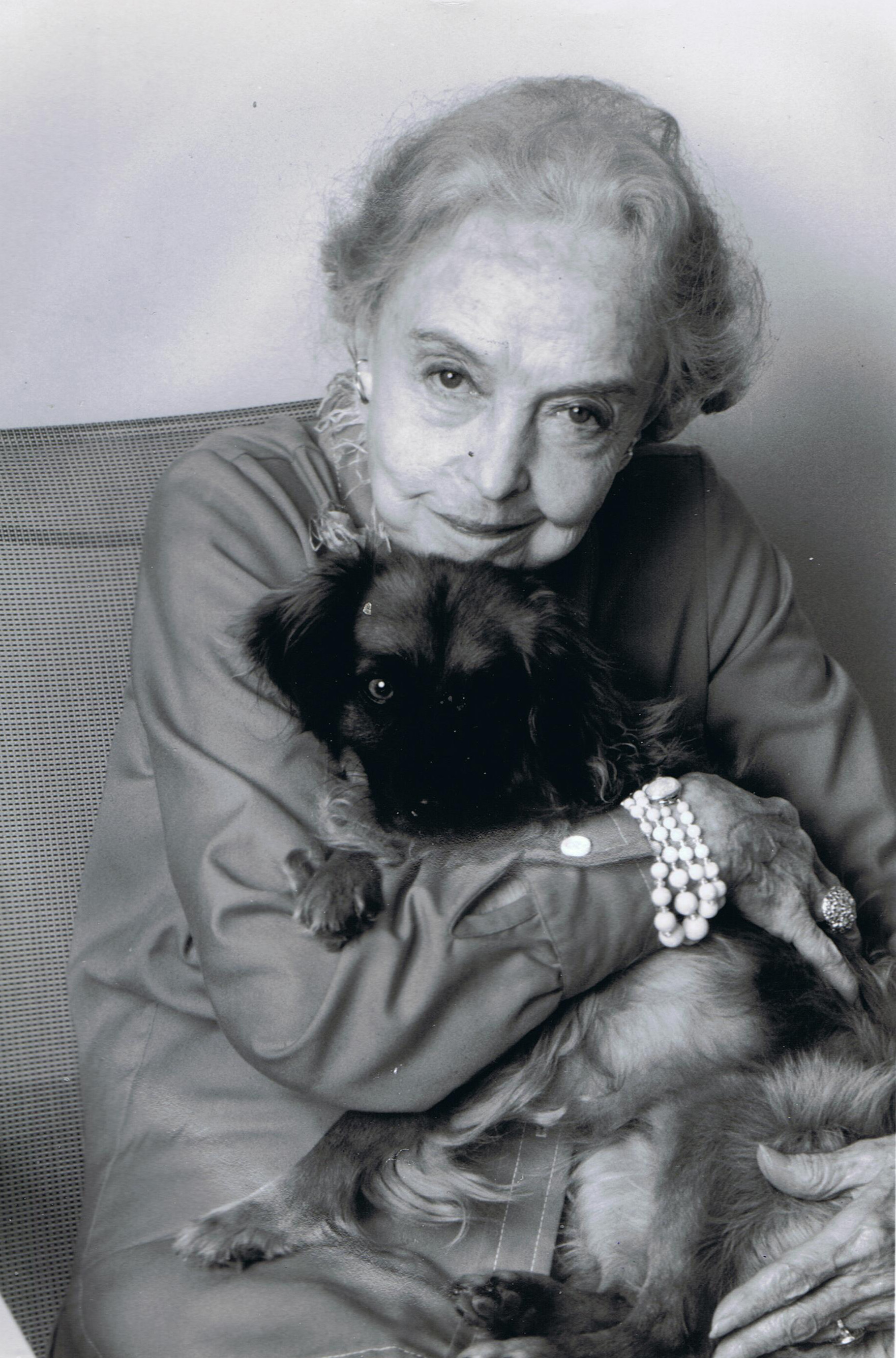
Lillian Gish a París (1983)

En el seu debut en el cinema sonor només va tenir un èxit moderat, principalment a causa que el públic havia canviat. Moltes de les estrelles del cinema mut, com Gish i Pickford, havien interpretat rols de dones saludables i innocents però a principis de la dècada de 1930 aquests papers eren considerats passats de moda, el que era popular eren les vamp. Tal com resumia sarcàsticament Louise Brooks sobre aquells que criticaven Gish, la gent cada vegada la veia més com un personatge ximple i asexual. Louis B. Mayer intentà un muntatge per generar un escàndol al voltant de l’actriu per atreure la simpatia del públic però ella s`hi negà. Després de dues pel·lícules One Romantic Night (1930) i His Double Life (1933), l’actriu prioritza la interpretació teatral. El 1930 ja participa en L'oncle Vània d'Anton Txékhov. Durant la major part dels anys trenta i quaranta, apareix en diferents papers a Broadway, com Ophelia a Hamlet (amb John Gielgud i Judith Anderson) de Guthrie McClintic (1936) o com a Marguerite en La Dama de les Camèlies. Altres produccions teatrals que protagonitza són Nine Pine Street (1933), The Star Wagon (1937), Magnificent Yankee (1946), Crim i càstig (1947)), The Trip to Bountiful (1953), The Family Reunion (1958), I Never Sang for My Father (1967) i moltes altres.
Tornarà al cinema a mitjans dels anys quaranta. Gish va ser nominada a l'Oscar a la millor actriu secundària el 1946 per Duel in the Sun (1946), que marca el seu retrobament amb el director King Vidor. Les escenes de la malaltia i mort del seu personatge al final de la pel·lícula semblaven destinades a evocar el record d’algunes de les seves actuacions en el cinema mut. Interpretarà papers secundaris però molt cops notables: en La nit del caçador (1955) de Charles Laughton, en The Cobweb (1955) de Vincente Minnelli en Els que no perdonen (1960) de John Huston o en Els Comediants de Peter Glenville, amb Elizabeth Taylor i Richard Burton. Robert Altman, més tard, li retrà un homenatge vibrant (ella interpreta la morta!) en A Wedding (1978) i en The Whales of August (1987), la seva última pel·lícula, de l'anglès Lindsay Anderson, Gish dona la rèplica a una altra llegenda del cinema: Bette Davis. Durant tots aquests anys compaginarà el cinema amb la televisió i el teatre.
En la seva carrera cinematogràfica, Lillian Gish reconeixia dos penediments, dos projectes molt de temps acariciats: l'adaptació de Peter Pan de la qual havia rebut l'autorització de l'autor, i una Joana d'Arc escenificada per Abel Gance.
El 1970 se li va concedir un Oscar honorífic per la seva contribució al progrés del cinema. Al cim de la glòria, l'actriu americana va conèixer nombroses personalitats i inspirat artistes i escriptors. Francis Scott Fitzgerald, per exemple, era un dels seus principals seguidors. Entre les pioneres del cinema, és sense discussió una de les que van aportar-hi més. Al llarg de la seva vida, Gish va ser una incansable defensora de la preservació del cinema mut. Va ser clau per aconseguir la col·lecció de pel·lícules Griffith per al Museu d'Art Modern de Nova York i va convèncer Mary Pickford perquè preservés les seves pel·lícules per a les generacions futures tot i al por al ridícul d'aquesta. També va aparèixer amb freqüència davant organismes governamentals i va impartir més de 400 conferències en campus universitaris per promoure la valoració de l'art del cinema.
La vida de Lillian Gish s'apagà, gairebé centenària, el febrer del 1993 a Nova York. Amb 88 anys de carrera com a actriu, 75 anys dels quals amb els més grans directors, Lillian Gish té un vertader rècord.

### Homenatges
El 1955, se li va concedir el premi George Eastman per la seva contribució distingida a l'art cinematografic, també va rebre un Oscar honorífic el 1971, i el 1984 va rebre el reconeixement de l'AFI Life Achievement de l'American Film Institute. El 1982 també va ser reconeguda amb el Kennedy Center Honors.
El grup pioner de Rock Alternatiu, The Smashing Pumpkins va donar el nom Gish al seu primer àlbum aparegut el 1991. El 1983, Jeanne Moreau dirigeix "Lillian Gish", un documental. Té una estrella al Passeig de la Fama, a Hollywood.

## Filmografia

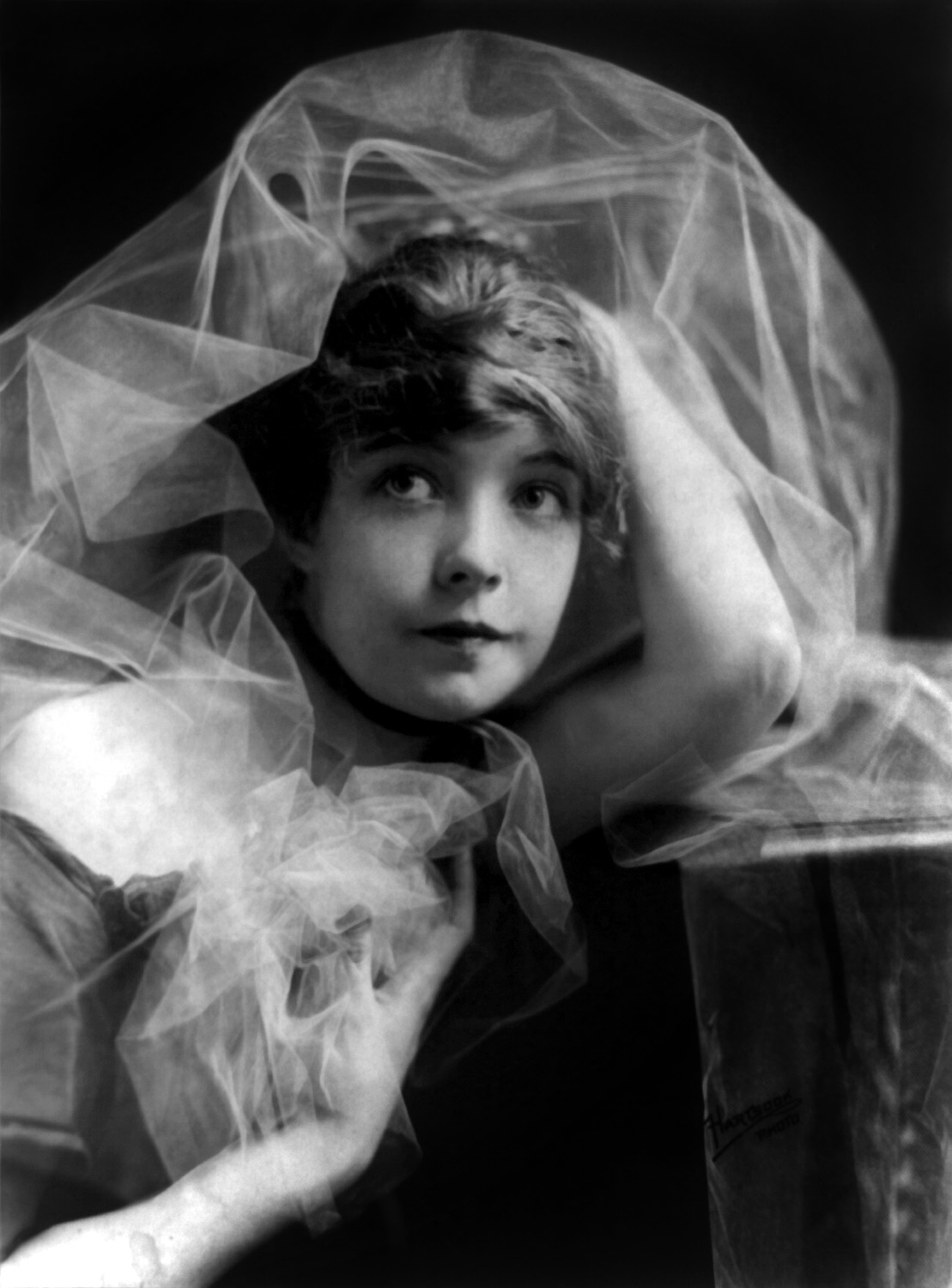
Lillian Gish el 1915

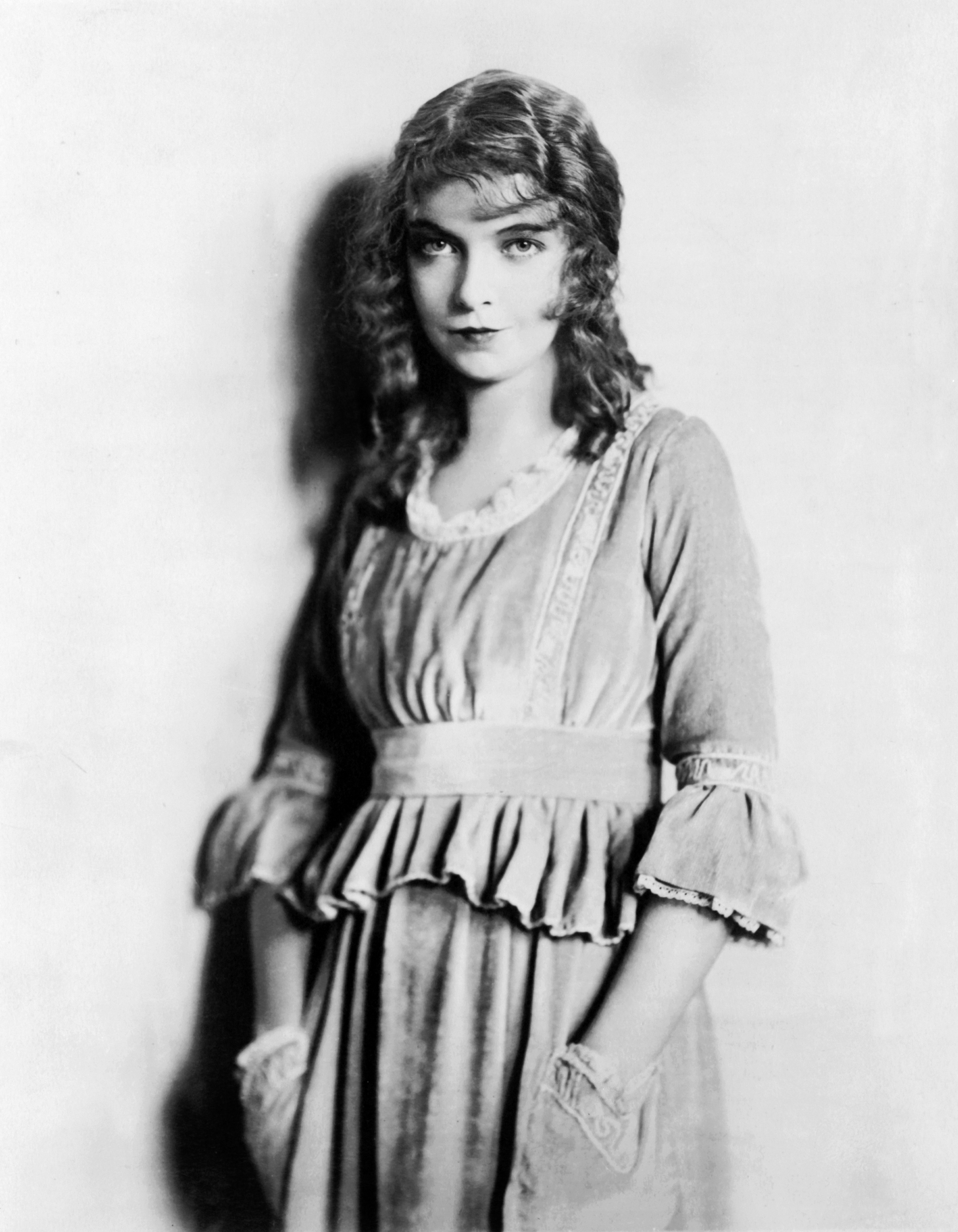
Lillian Gish el 1920

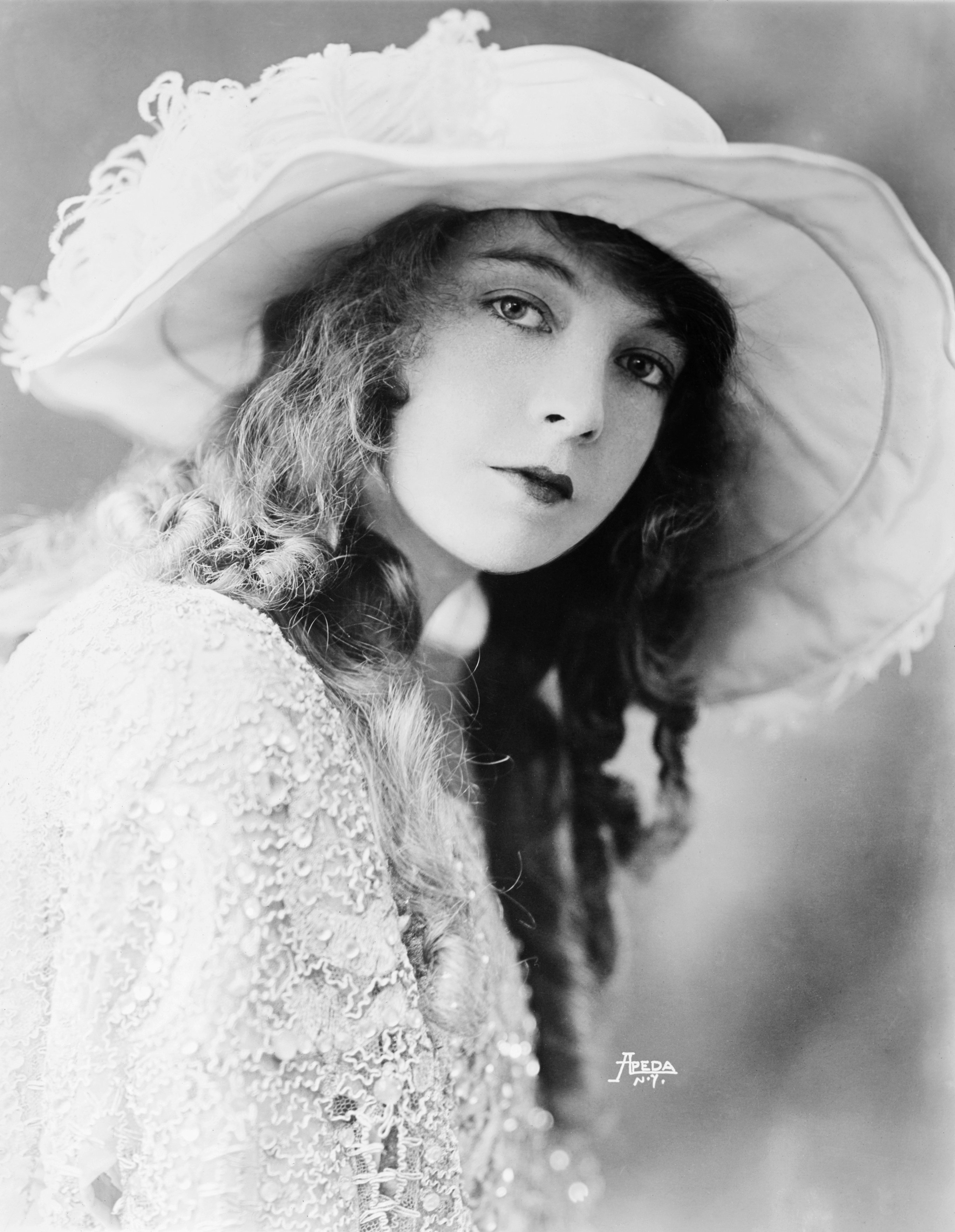
Lillian Gish el 1921

- 1912: An Unseen Enemy de D.W. Griffith
- 1912: Two Daughters of Eve de D.W. Griffith
- 1912: So Near, Yet So Far de D.W. Griffith
- 1912: In the Aisles of the Wild de D.W. Griffith
- 1912: The One She Loved de D.W. Griffith
- 1912: The Painted Lady de D.W. Griffith
- 1912: The Musketeers of Pig Alley de D.W. Griffith
- 1912: Gold and Glitter de D.W. Griffith
- 1912: My Baby de D.W. Griffith i Frank Powell
- 1912: The Informer de D.W. Griffith
- 1912: Brutality de David W. Griffith
- 1912: The New York Hat de D.W. Griffith
- 1912: The Burglar's Dilemma de D.W. Griffith
- 1912: A Cry for Help de D.W. Griffith
- 1913: Oil and Water de D.W. Griffith
- 1913: The Unwelcome Guest de D.W. Griffith
- 1913: A Misunderstood Boy de D.W. Griffith
- 1913: The Left-Handed Man de D.W. Griffith)
- 1913: The Lady and the Mouse de D.W. Griffith
- 1913: The House of Darkness de D.W. Griffith
- 1913: Just Gold de D.W. Griffith
- 1913: A Timely Interception de D.W. Griffith
- 1913: The Mothering Heart de D.W. Griffith
- 1913: During the Round-Up de Christy Cabanne
- 1913: An Indian's Loyalty de Christy Cabanne
- 1913: A Woman in the Ultimate de Dell Henderson
- 1913: A Modest Hero de Dell Henderson
- 1913: So Runs the Way de Christy Cabanne
- 1913: Madonna of the Storm de D.W. Griffith
- 1913: The Battle at Elderbush Gulch de D.W. Griffith
- 1913: The Conscience of Hassan de D.W. Griffith i Christy Cabanne
- 1913: A Duel for Love de D.W. Griffith (sense confirmar)
- 1913: The Little Tease de D.W. Griffith
- 1914: The Green-Eyed Devil de James Kirkwood
- 1914: Judith of Bethulia de D.W. Griffith
- 1914: The Battle of the sexes de D.W. Griffith
- 1914: The Hunchback de Christy Cabanne
- 1914: The Quicksands de Christy Cabanne
- 1914: Home, sweet Home de D.W. Griffith
- 1914: The Rebellion of Kitty Belle de Christy Cabanne
- 1914: Lord Chumley de James Kirkwood
- 1914: The Angel of Contention de John B. O'Brien
- 1914: Man's Enemy de Frank Powell
- 1914: The Tear That Burned de John B. O'Brien
- 1914: The Folly of Anne de John B. O'Brien
- 1914: The Sisters de Christy Cabanne
- 1915: El naixement d'una nació (The Birth of the Nation) de D.W. Griffith
- 1915: The Lost House de Christy Cabanne
- 1915: Enoch Arden de Christy Cabanne
- 1915: Captain Macklin de John B. O'Brien
- 1915: The Lily and the Rose de Paul Powell
- 1916: Pathways of Life de Christy Cabanne
- 1916: Daphne and the Pirate de Christy Cabanne
- 1916: Sold for Marriage de Christy Cabanne
- 1916: An Innocent Magdalene (o The Scarlet Woman), d'Allan Dwan
- 1916: Intolerance: Love's Struggle Throughout the Ages de D.W. Griffith
- 1916: Diane of the Follies de Christy Cabanne
- 1916: The Children Pay de Lloyd Ingraham
- 1916: The House Built Upon Sand d'Edward Morrissey
- 1917: Souls Triumphant de John B. O'Brien
- 1918: Hearts of the World de D.W. Griffith
- 1918: The Great Love de D.W. Griffith
- 1918: Lillian Gish in a Liberty Loan Appeal de D.W. Griffith
- 1918: The Greatest Thing in Life de D.W. Griffith
- 1919: A Romance of Happy Valley de D.W. Griffith
- 1919: Lliris trencats (Broken Blossoms) de D.W. Griffith
- 1919: True Heart Susie de D.W. Griffith
- 1919: The Greatest Question de D.W. Griffith
- 1920: Remodeling Her Husband (només com a directora)
- 1920: Way Down East de D.W. Griffith
- 1921: Orphans of the Storm de D.W. Griffith
- 1923: The White Sister de Henry King
- 1924: Romola de Henry King
- 1925: Ben Hur de Fred Niblo
- 1926: La Bohème de King Vidor
- 1926: The Scarlet Letter  de Victor Sjöström
- 1927: Annie Laurie de John S. Robertson
- 1927: The Enemy de Fred Niblo
- 1928: The Wind de Victor Sjöström
- 1930: One Romantic Night de Paul L. Stein
- 1933: His Double Life d'Arthur Hopkins
- 1943: Top Man de Charles Lamont
- 1946: Miss Susie Slagle's de John Berry
- 1946: Duel in the Sun de King Vidor
- 1948: Retrat de Jennie (Portrait of Jennie) de William Dieterle
- 1955: La nit del caçador (The Night of the Hunter) de Charles Laughton
- 1955: The Cobweb de Vincente Minnelli
- 1958: Orders to Kill d'Anthony Asquith
- 1960: Els que no perdonen (The Unforgiven) de John Huston
- 1966: Follow Me, Boys! de Norman Tokar
- 1978: A Wedding de Robert Altman
- 1983: Hambone and Hillie de Roy Watts
- 1986: Sweet Liberty d'Alan Alda
- 1987: The Whales of August de Lindsay Anderson

## Teatre a Broadway
- 1913: A Good Little Devil, obra adaptada per Austin Strong, Rosemonde Gérard i Maurice Rostand, amb Mary Pickford, Etienne Girardot, Norman Taurog
- 1930: Oncle Vanya, obra d'Anton Txékhov, amb Walter Connolly, Eduardo Ciannelli
- 1932: Camille, obra adaptada per Robert Edmond Jones, Edna i Delos Chappell, de La Dama de les Camèlies d'Alexandre Dumas, amb Cora Witherspoon, Frederick Worlock
- 1933: Nine Pine Street, obra de John Colton i Carlton Milles
- 1934: The Joyous Season, obra de Philip Barry, amb Jane Wyatt
- 1934-1935: Within The Gates, obra de Seán O'casey, escenificació per Melvyn Douglas
- 1936: The Old Maid
- 1936: Hamlet, obra de William Shakespeare, amb John Gielgud
- 1937-1938: The Star-Wagon, obra de Maxwell Anderson, amb Howard Freeman, Burgess Meredith, Edmond O'brien, Kent Smith
- 1939: Dear Octoopus, obra de Doddie Smith, amb Jack Hawkins
- 1940: Life with Father
- 1942: Mr Sycamore, obra de Ketti Frings segons Robert Ayre
- 1946: Magnificent Yankee
- 1947-1948: Crim i càstig, obra adaptada per Rodney Ackland, de Crim i càstig de Fiódor Dostoievski, amb John Gielgud, Vladimir Sokoloff
- 1950: The Curious Savage, obra de John Patrick, amb Isobel Elsom
- 1953: The Trip To Bountiful, obra de Horton Foote, escenificació per Vincent J. Donehue, amb Eva Marie Saint, Jo Van Fleet (adaptada al cinema el 1985)
- 1958: The Family Reunion
- 1960-1961: All The Way Home, obra de Tad Mosel segons James Agee, amb Arthur Hill
- 1963: Too True To Be Good, obra de George Bernard Shaw, amb Cedric Hardwicke
- 1965: Anya, opereta, música i lletra de Robert Wright i George Forrest
- 1967: I Never Sang for My Father, obra de Robert Anderson, amb Teresa Wright
- 1973: Oncle Vanya, obra d'Anton Txékhov escenificació per Mike Nichols, amb Julie Christie, Cathleen Nesbitt, George C. Scott
- 1975-1976: A Musical Jubilee, comèdia musical de Max Wilk